# کالج‌های زنان در ایالات متحده آمریکا

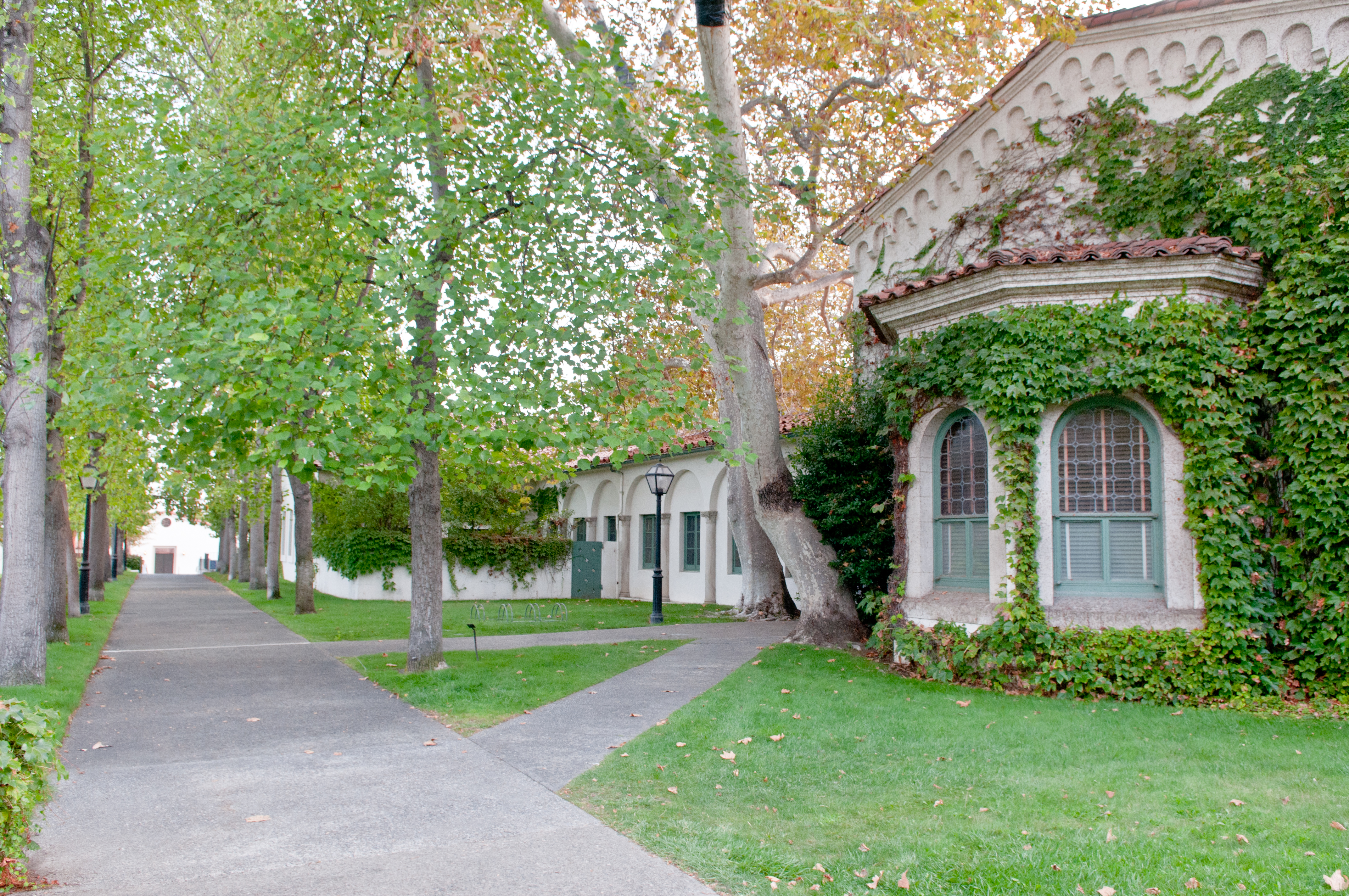
مرتبط

کالج‌های زنان در ایالات متحده آمریکا نهادهای آموزش عالی تک‌جنسیتی هستند که صرفاً زنان را پذیرش می‌کنند. آنها غالباً کالج هنرهای آزاد هستند. در حدود ۳۷ کالج زنان فعال در پاییز ۲۰۱۶ در آمریکا وجود داشته است.

## فهرست کالج‌ها و دانشگاه‌های زنان در آمریکا
- کالج اگنس اسکات
- کالج الورنو
- کالج بارنارد
- دانشگاه بی پت
- کالج زنان بنت
- دانشگاه برنا
- کالج برین مایر
- کالج سیدر کرست
- کالج سینت مری
- کلمبیا کالج
- کانورس کالج
- کوتی کالج
- دانشگاه هالینز
- جودسن کالج
- مردیت کالج
- میلز کالج
- کالج هنر و طراحی مور
- کالج مانت هولیوکی
- دانشگاه مانت مری
- دانشگاه مانت سینت مری، لس آنجلس
- دانشگاه نوتر دیم مریلند
- Russell Sage College کالج‌های سیگ
- دانشگاه سینت کترین
- کالج سینت مری
- کالج سیلم
- سکریپس کالج
- کالج سیمونز
- کالج اسمیت
- کالج اسپلمن
- استیونز کالج
- سوییت برایر کالج
- دانشگاه ترینیتی واشینگتن
- دانشگاه سینت جوزف
- کالج اورسلین
- کالج ولزلی
- کالج وسلین
- کالج زنان دانشگاه دنور